# Cranberry Juice
Cranberry Juice ist ein Kurzfilm von Ani Novakovic.

## Handlung
Der Film erzählt satirisch von der Schauspielstudentin Stella, die mit einem Vaginalleiden bei verschiedenen Ärzten Hilfe sucht. Dort vertröstet man sie und Stella fühlt sich nicht ernst genommen. Eine esoterische Ärztin, die ihr rät nach Indien zu fliegen und die Überweisung für eine Psychotherapie machen es nicht besser. Die Beziehung mit ihrem Freund Jimmy leidet und auch in ihrem Studium wird die Situation problematisch.

## Auszeichnungen
Der Film wurde vielfach ausgezeichnet. Er erhielt die Auszeichnung „Best Student Short Film“ beim Short To The Point Festival (Januar 2022, Rumänien) und „Best Short Film“ beim Best Short Film London im März 2022. Außerdem war er „Best Student Film“ beim New York Movie Festival im April 2022.